# Chautauqua Cyclecar Company
Chautauqua Cyclecar Company war ein US-amerikanischer Hersteller von Automobilen.

## Unternehmensgeschichte
H. J. Newman, der vorher bei Stoddard-Dayton tätig war, gründete 1914 das Unternehmen in Jamestown im US-Bundesstaat New York. Im Juni 1914 begann die Produktion von Automobilen. Der Markenname lautete Chautauqua. Pläne beliefen sich auf 1000 Fahrzeuge jährlich. Eine große Fabrik in New Castle in Pennsylvania war geplant, weil einige Lieferanten aus Pennsylvania kamen. Die Baukosten für die Fabrik waren jedoch zu hoch. Ende 1914 endete die Produktion.

## Fahrzeuge
Das einzige Modell wird als Cyclecar bezeichnet, obwohl unklar ist, ob es die Kriterien erfüllt. Ein Zweizylindermotor von Spacke mit 12 PS Leistung trieb die Fahrzeuge an. Das Fahrgestell hatte 259 cm Radstand und 142 cm Spurweite, was ungewöhnlich breit war für ein Fahrzeug dieser Art. Der offene Runabout bot Platz für zwei Personen. Ein besonderes Merkmal war die Lenkradschaltung. Der Neupreis betrug 400 US-Dollar.
Pläne für ein Fahrzeug mit Vierzylindermotor und Kardanantrieb wurden nicht mehr umgesetzt.